# Tom Taylor
Pour les articles homonymes, voir Taylor.
Tom Taylor (né le 19 octobre 1817 et mort le 12 juillet 1880 à Londres) est un dramaturge britannique, critique dramatique, biographe et rédacteur de Punch magazine.

## Biographie
Tom Taylor est notamment l'auteur en 1852 de la pièce de théâtre Our American Cousin (titre français : « Lord Dundreary. Notre cousin d'Amérique. »), restée célèbre pour une raison tragique : c'est en effet pendant sa représentation, le 14 avril 1865, au théâtre Ford à Washington, DC, que le président Abraham Lincoln fut assassiné.
En 1865, Tom Taylor est à l'origine de la traduction anglaise standard du « Barzaz Breiz » « recueillis et publiés avec une traduction du breton en français et les mélodies originales par Th. de La Villemarqué ». Elle a été publiée sous le titre Ballads and Songs of Brittany. Cette édition contenait certains des morceaux originaux, « harmonisés par Mme Tom Taylor (Laura Wilson Barker) ».